# Proprioseiopsis kogi
Proprioseiopsis kogi är en spindeldjursart som först beskrevs av Chant och Hansell 1971.  Proprioseiopsis kogi ingår i släktet Proprioseiopsis och familjen Phytoseiidae. Inga underarter finns listade i Catalogue of Life.